# Красний Яр (Кизилжарський район)
Кра́сний Яр (каз. Красный Яр) — село у складі Кизилжарського району Північноказахстанської області Казахстану. Входить до складу Вагулінського сільського округу.
Населення — 61 особа (2021; 92 у 2009, 165 у 1999, 177 у 1989).
Національний склад станом на 1989 рік:
- росіяни — 58 %
- казахи — 36 %.